# Rímur (album)
Rímur is een ep van de IJslandse rockband Sigur Rós en Steindór Andersen. De nummers bestaan uit rímur, een vorm van IJslandse poëzie. De ep werd in 2001 tijdens Sigur Rós-concerten verkocht.

## Opnamen en uitgave
Een eerste samenwerking tussen Sigur Rós en Andersen vond plaats in 1998. Andersen was naast zijn beroep als visser ook gespecialiseerd in rímur, een IJslandse vorm van poëzie. In rímur worden legendes en verhalen beschreven van IJslandse helden, die sinds de 14e eeuw worden doorverteld. De gedichten moesten het vooral hebben van hun rijm en melodieën om hun luisteraars te boeien. Beiden partijen waren erg tevreden met het ontstane werk en samen gaven ze enkele concerten in IJsland. Toen in begin 2001 de band een nieuwe studio in Álafoss had gebouwd, was een nieuwe collaboratie met Andersen het eerste dat op het programma stond. Het doel was om wat nummers op te nemen en een single uit te brengen, die tijdens concerten kon worden verkocht.
Sigur Rós heeft meegewerkt aan drie van de zes nummers op Rímur. Twee anderen zijn Steindór Andersen solo en het laatste nummer is een duet tussen Andersen en Sigurður Sigurðarson. Zij creëerden "Lækurinn" ('de beek'), dat opgenomen werd in een beek naast de Sigur Rós-studio. Voor de Sigur Rós-tournee in 2001 werden duizend exemplaren van Rímur gedrukt en verkocht. Tijdens die tournee verscheen Andersen ook enkele malen op het podium om de nummers te spelen. Voor de Amerikaanse tournee (later in 2001) werden nogmaals duizend exemplaren tijdens concerten verkocht. Alle versies werden uitgebracht via Sigur Rós' eigen platenlabel Krúnk.

## Nummers
1. "Kem ég enn af köldum heiðum" (Andersen, Sigur Rós) (6:18)
2. "Til ei ltur tíðin mér" (Andersen) (1:00)
3. "Fjöll í austri fagurblá" (Andersen, Sigur Rós) (6:00)
4. "Slær á hafið himinblæ" (Andersen) (1:28)
5. "Hugann seiða svalli frá" (Andersen, Sigur Rós) (6:02)
6. "Lækurinn" (Andersen, Sigurðarson) (5:49)

## Medewerkers
- Sigur Rós - productie, creatie
  - Jón Þór Birgisson
  - Georg Hólm
  - Kjartan Sveinsson
  - Orri Páll Dýrason
- Steindór Andersen
- Sigurður Sigurðarson